# ロンドン地下鉄1906形電車
ロンドン地下鉄1906形電車（英語: London Underground 1906 Stock）はアメリカ人実業家チャールズ・ヤーキスが関係したロンドンの3つの地下鉄会社、ベーカーストリート・アンド・ウォータールー鉄道(BS&WR)、グレート・ノーザン・ピカデリー・アンド・ブロンプトン鉄道(GNP&BR) 、チャリングクロス・ユーストン・アンド・ハムステッド鉄道(CCE&HR)向に製造された電車である。ゲート形電車（英語: Gate Stock）の名でも知られる。

## 製造

### ベーカーストリート・アンド・ウォータールー鉄道
ベーカーストリート・アンド・ウォータールー鉄道向には制御電動車、付随車、制御車各36両、合計108両がアメリカン・カー・アンド・ファンドリー(ACF)で製造され、マンチェスターのトラフォード・パークで最終組立が行われた。

### チャリングクロス・ユーストン・アンド・ハムステッド鉄道

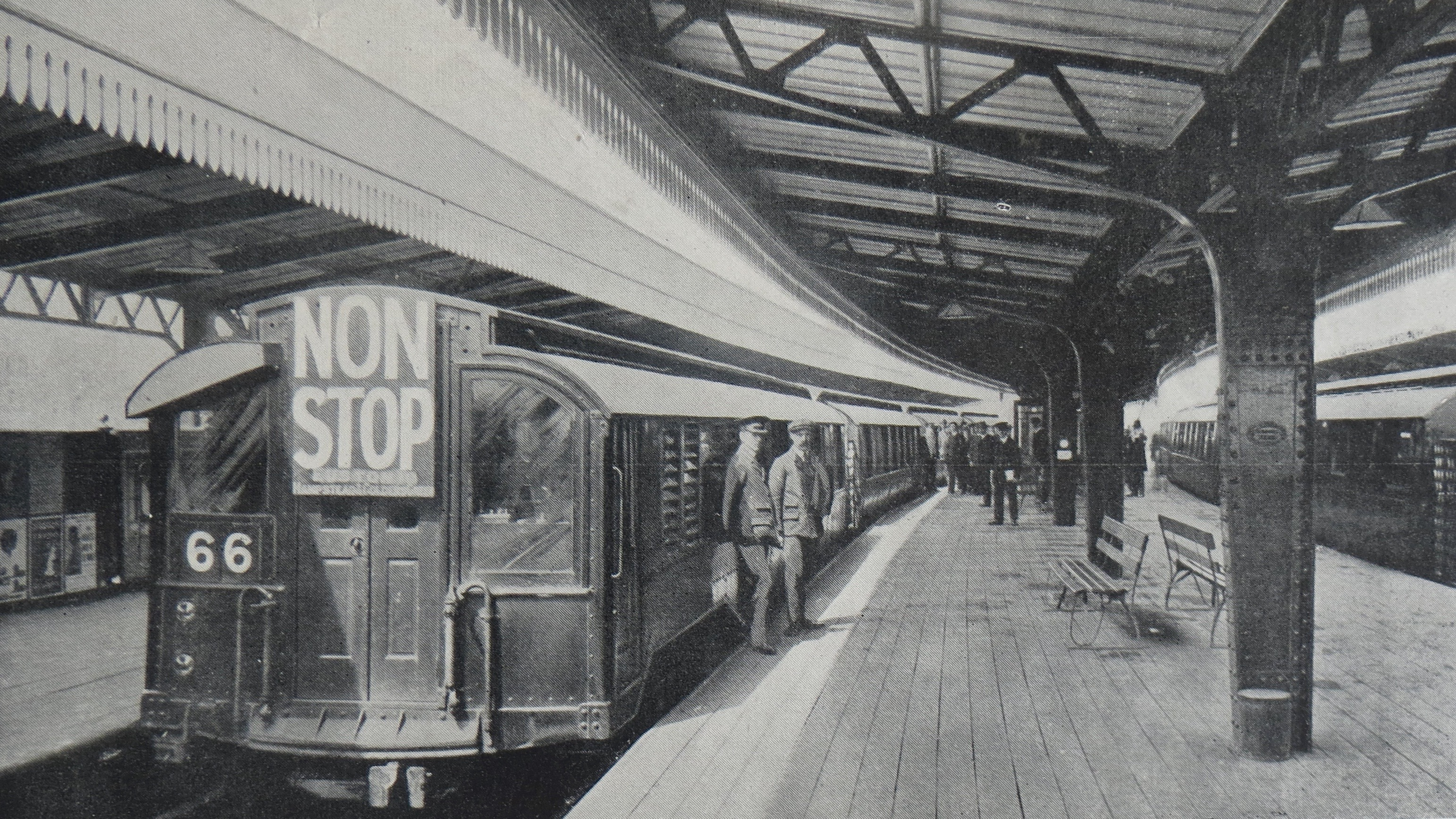
ゴルダーズ・グリーン駅に停車中のゲート型電車

チャリングクロス・ユーストン・アンド・ハムステッド鉄道向には制御電動車60両、付随車40両、制御車50両の150両がACFで製造された。

### グレートノーザン・ピカデリー・アンド・ブロンプトン鉄道
グレートノーザン・ピカデリー・アンド・ブロンプトン鉄道(GN&PBR)向には72両の制御電動車と146両の付随車、合計218両がフランスのフランス北部車両(LACN)とハンガリーのハンガリー鉄道車両(HRC&MW)で製造された。各1両がイギリスのメトロポリタン客貨車製造とブラシュ・トラクションでも製造されている。フランス製の制御電動車はフランス製電車(French motor car)と呼ばれた。
フランス製とハンガリー製の車両は半完成状態でイングランドに輸送され、リリー・ブリッジ車両工場で最終組み立てが行われた。GN&PBR向制御電動車には42人分、付随車には52人分の籐の座席が設けられた。

## 後年

### 空気式自動ドア設置改造
1920年から1924年にかけて1920形電車と編成を組むため、フランス製のゲート形制御電動車20両について空気式自動ドアを設置する改造が行われた。当初はゲート形全車を同様に改造する計画だったため、各種の試作要素が各車両に盛り込まれ、改造の両数の割には工事に長期間を要している。最初の2両の改造はキャメル・レアードで行われ、車体中央部に両開きの扉を新設し、車端部のデッキに扉を設けた。18両はグロースター客貨車製造で改造された。最初の2両は車端部に外吊り式の扉を備え、残りの16両は車端部に引き戸が備えられた。この20両は1930年にスタンダード形電車の制御電動車に置き換えられるまで1920形と編成を組んで運用された。

### 退役
ゲート形電車に自動ドアを装備する改造費用はスタンダード形電車を新製する費用をわずかに下回る程度であるとの試算が出され、ゲート形の改造が中止されるともに182両の新車が発注され、ピカデリー線のゲート形は1929年6月に、ベーカールー線のゲート形は1930年1月1日に退役した。

### 事業用車への改造
旅客営業から外れた後、数両がバラスト運搬列車のけん引車に改造された。2両は両運転台構造に改造され、アルドウィッチ支線で1950年代まで運用された。

### ゲート形の名前の由来
他の車両にもゲート状の客用扉を備えた車両があったが、1906形電車だけがゲート形と呼ばれた。乗客は格子形のゲートを備えた車両両端のデッキから乗降し、車両の間に乗車したゲートマンと呼ばれる乗務員がゲートの開閉を行った。ゲートマンはゲートの開閉だけでなく、発車準備が整ったことを編成の後端から前部に向かって順に運転士まで伝えていく役割も担っていた。
1927年に労使間で合意された「ゲートマン手当」はドア開閉操作を行う車掌に1985年まで支給されていた。1980年代までゲート形電車の名残が残っていたことになる。

## 保存車両
車体の一部分がロンドン交通博物館アクトン分館に保存されている。